# ريتشارد إيغبينغو
ريتشارد إيغبينغو (بالإنجليزية: Richard Igbineghu) (مواليد 21 أبريل 1968) هو ملاكم نيجيري، مثّل بلاده في الألعاب الأولمبية الصيفية 1992 وحقق الميدالية الفضية في فئة الوزن الثقيل السوبر.

## روابط خارجية
ريتشارد إيغبينغو على موقع بوكس ريك (الإنجليزية) (registration required)
- ريتشارد إيغبينغو على موقع أوليمبيديا (الإنجليزية)